# Spessartbrücke
Die Spessartbrücke ist eine Straßenbrücke zwischen Kreuzwertheim und Wertheim, die bei Flusskilometer 155,75 den Main mit der Landesgrenze zwischen Bayern (im Landkreis Main-Spessart) und Baden-Württemberg (im Main-Tauber-Kreis) überspannt. Sie überführt die Staatsstraße 508 bzw. Landesstraße 508. Das Bauwerk besitzt zwei Fahrstreifen sowie beidseitig Geh- und Radwege.

## Geschichte
Zur Entlastung der Alten Mainbrücke und als alternative Verbindung von Wertheim mit der Bundesautobahn 3 bei der Anschlussstelle Marktheidenfeld entstand Anfang der 1990er Jahre die Spessartbrücke. Sie wurde am 17. November 1992 eröffnet.

## Konstruktion
Das Bauwerk überspannt mit einer im Grundriss gekrümmten Öffnung die Landesstraße 2310 und die Bahnstrecke Miltenberg–Wertheim, mit der Hauptöffnung den Main und mit zwei weiteren Feldern das östliche Flutgelände.
Die Spannbetonkonstruktion hat als Bauwerkssystem in Längsrichtung den Durchlaufträger. Die maximale Stützweite beträgt über dem Main 96 m, die Gesamtstützweite der vierfeldrigen Brücke 262 m.
In Querrichtung ist der 13,7 m breite Überbau als einzelliger Hohlkastenquerschnitt mit einer gevouteten Bauhöhe ausgebildet. In Feldmitte der Stromöffnung beträgt die Konstruktionshöhe 2,2 m, ungefähr die Hälfte der Höhe über den Strompfeilern mit 4,5 m. Die Vorspannung besteht in Längsrichtung aus internen Spanngliedern. Die massiven Pfeiler und Widerlager weisen alle eine Verkleidung aus rotem Buntsandstein auf.
Die Herstellung des Brückenabschnittes über dem Main erfolgte im Freivorbau.